# Wesmaelius conspurcatus
Wesmaelius conspurcatus is een insect uit de familie van de bruine gaasvliegen (Hemerobiidae), die tot de orde netvleugeligen (Neuroptera) behoort. 
Wesmaelius conspurcatus is voor het eerst wetenschappelijk beschreven door McLachlan in Fedchenko in 1875.